# 디랙 방정식
디랙 방정식(Dirac 方程式)은 스핀이 ½인 페르미온을 나타내는 상대론적 양자 파동 방정식이다. 디랙 방정식은 거울 대칭 및 시공 반전성을 따르고, 입자가 반입자와 다른, 스핀 ½ 페르미온을 기술한다. 이 때문에 거울 대칭을 지키는 이론(양자전기역학 등)에서 전자를 기술할 때 쓴다. 만약 입자가 그 반입자와 동일할 경우 마요라나 방정식을 쓰고, 표준 모형과 같이 거울 대칭을 따르지 않으면 바일 방정식을 사용한다.

## 역사
1928년에 폴 디랙이 발표하였다. 디랙은 진공 상태의 우주가 비어있는 것이 아닌 입자와 반입자의 결합체로 가득 찬 상태라고 보았고, 후세에 의해 진공은 '디랙의 바다'라고도 불린다. 방정식을 사용하여, 디랙은 반입자의 존재를 예측하였다. 이는 1932년에 칼 데이비드 앤더슨이 양전자를 발견함으로써 실험적으로 검증되었다.

## 수학적 공식
상대론적으로 쓰면, 디랙 방정식은 다음과 같다. (아인슈타인 표기법을 사용하자.)
{\displaystyle -i\hbar \gamma ^{\mu }\partial _{\mu }\psi +mc\psi =0}
여기서 {\displaystyle \gamma ^{\mu }}는 디랙 행렬이다. 이 중 {\displaystyle \gamma ^{0}}은 에르미트 행렬이고, 나머지는 반에르미트 행렬이다. 이들은 민코프스키 메트릭 {\displaystyle \eta ^{\mu \nu }}와 다음과 같은 관계를 가진다.
{\displaystyle \{\gamma ^{\mu },\gamma ^{\nu }\}=2\eta ^{\mu \nu }}
여기서 {\displaystyle \{\gamma ^{\mu },\gamma ^{\nu }\}}는 반교환자(anticommutator)를 뜻한다. 즉, 디랙 행렬은 민코프스키 공간에 대해 클리퍼드 대수(Clifford algebra)를 이룬다. (이를 디랙 대수라 칭한다.)
파인먼 표기법을 이용하면, 디랙 방정식은 다음과 같다.
{\displaystyle (-i\partial \!\!\!/+m)\psi =0}

### 클라인-고든 방정식과의 관계
디랙 방정식에 {\displaystyle (i\partial \!\!\!/+m)}를 곱하면
{\displaystyle (i\partial \!\!\!/+m)(-i\partial \!\!\!/+m)\psi =(\partial ^{2}+m^{2})\psi =0}
이 된다. 즉, {\displaystyle \psi } 가 디랙 방정식을 만족하면 {\displaystyle \psi } 의 각 성분이 클라인-고든 방정식
{\displaystyle (\partial ^{2}+m^{2})\psi =0}
을 만족한다. (그러나 그 역은 성립하지 않는다.)

## 같이 보기
- 클라인-고든 방정식
- 슈뢰딩거 방정식
- 파동 방정식
- 양자 전기역학
- 스피너
- 치터베베궁